# Saint-Symphorien-le-Valois
Saint-Symphorien-le-Valois ist eine französische Ortschaft im Département Manche in der Normandie. Sie bisher eigenständige Gemeinde wurde mit Wirkung vom 1. Januar 2016 mit Baudreville, Bolleville, Glatigny, La Haye-du-Puits, Mobecq, Montgardon, Saint-Rémy-des-Landes und Surville zur Commune nouvelle La Haye zusammengelegt. Seither ist sie eine Commune déléguée mit 813 Einwohnern (Stand 1. Januar 2022).

## Geografie und Infrastruktur
In Saint-Symphorien-le-Valois kreuzen sich die Départementsstraßen D900 und D903.
Nachbarorte sind Bolleville im Nordwesten, Neufmesnil im Nordosten, La Haye-du-Puits im Südosten, Montgardon im Süden und Surville im Westen.

## Bevölkerungsentwicklung

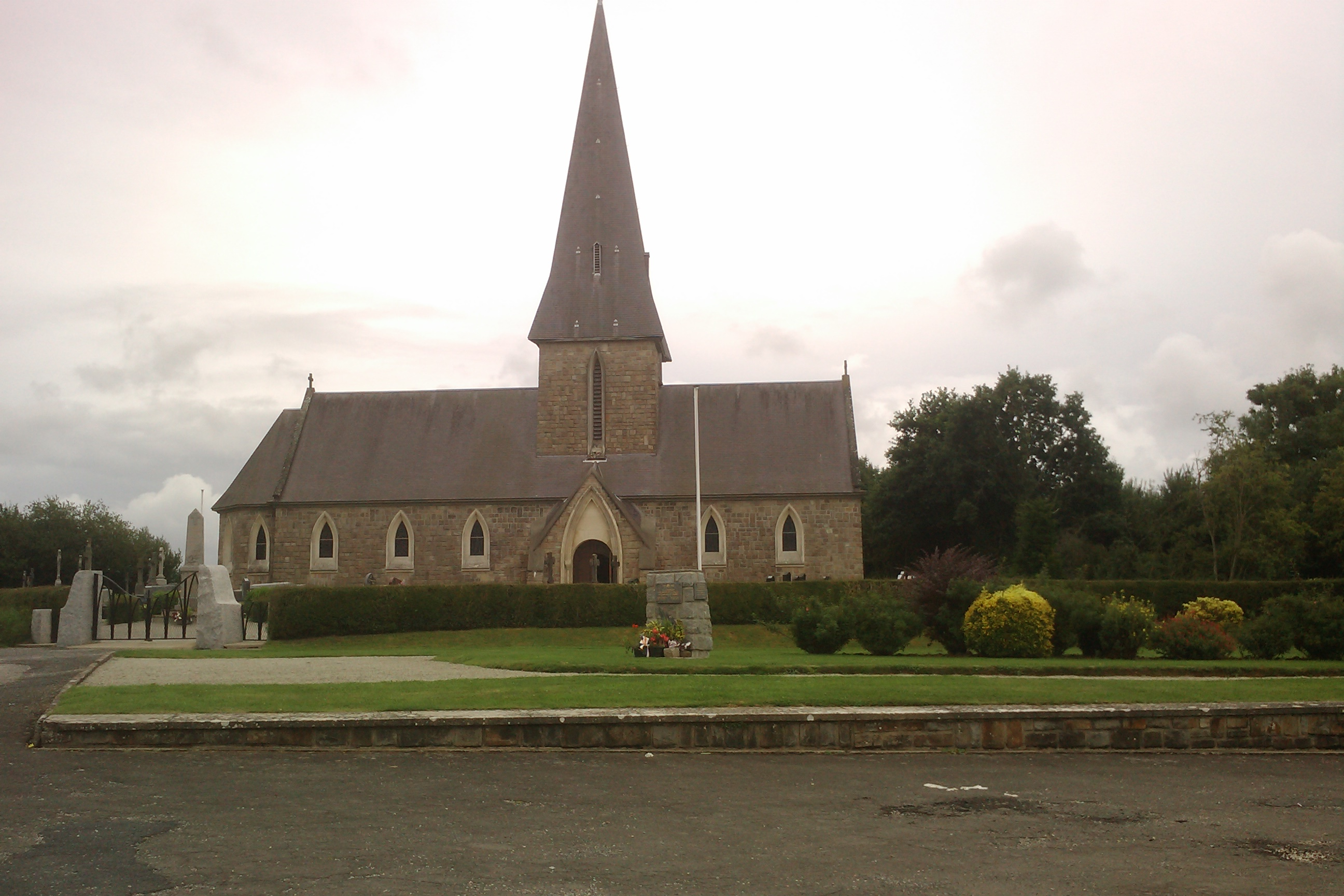
Kirche Saint-Symphorien

| Jahr      | 1962 | 1968 | 1975 | 1982 | 1990 | 1999 | 2008 | 2015 |
| --------- | ---- | ---- | ---- | ---- | ---- | ---- | ---- | ---- |
| Einwohner | 399  | 452  | 479  | 588  | 600  | 713  | 795  | 808  |